# Eluveitie
Eluveitie (ausgesprochen «el-veiti») ist eine sieben Mitglieder umfassende schweizerische Folk-Metal-Band aus Winterthur, deren Mitglieder ursprünglich aus allen Teilen der Schweiz kommen. Die Band kombiniert keltische Musik mit Metal-Klang (meist von Melodic Death Metal beeinflusst), weshalb man sie dem Celtic Metal zuordnen kann. Die Texte der Band orientieren sich an der Geschichte, dem täglichen Leben und der Spiritualität des keltischen Stammes der Helvetier und sind teilweise in einer rekonstruierten Form des helvetischen Gallisch geschrieben. Der Bandname selbst geht auf eine Inschrift auf einer Tonscherbe aus Mantua zurück. Auf dieser steht in einem etruskischen Alphabet eluveitie, die etruskische Form des keltischen Wortes Helvetios (‹der Helvetier›), geschrieben. Man geht davon aus, dass der Eluveitie einer von Helvetiern abstammenden etruskischen Familie angehörte.

## Geschichte

### Gründung undVên(2002–2005)
Gegründet wurde die Band im Winter 2002 von Christian «Chrigel» Glanzmann als Studio-Projekt. Im Oktober des darauf folgenden Jahres erschien die MCD Vên (helvetisches Gallisch für ‹wilde Freude›). Nach sehr guten Kritiken von Seiten der Szene und der Szene-Medien beschlossen die damaligen Mitglieder, aus Eluveitie eine «echte» Band statt eines Studio-Projektes zu machen.
Kurz darauf wurden die ersten Shows gespielt (so zum Beispiel auch am christlichen Metal-Festival Elements of Rock, was für eine Pagan-Metal-Band äusserst ungewöhnlich ist) und Eluveitie unterzeichneten einen Vertrag beim niederländischen Plattenlabel Fear Dark, welches 2004 auch Vên wiederveröffentlichte. Weitere Live-Auftritte wurden gespielt, so etwa auf einigen Festivals von Fear Dark, oder auch als Unterstützung von internationalen Pagan-/Folk-Metal-Grössen wie Korpiklaani oder Cruachan.
Anlässlich des 15-jährigen Bestehens der deutsch-isländischen Band Falkenbach erschien 2006 ein limitiertes Tributealbum, wofür auch Eluveitie ein Lied (Vanadis) beisteuerte. Weiter kam es am Beginn dieses Jahres zu einem Wechsel in der Besetzung. Während für Sarah Kiener in Anna Murphy ein Ersatz an der Drehleier gefunden wurde, entschied man sich, Linda Suters Position an der Fiedel nicht nachzubesetzen.

### SpiritundSlania(2005–2008)
Die Aufnahmen zum ersten Studioalbum Spirit fanden bereits im Dezember 2005 statt. Das Album wurde am 2. Juni 2006 bei Fear Dark veröffentlicht. Zum Lied Of Fire, Winds and Wisdom wurde am 26. September 2006 ein Video veröffentlicht. Im September 2006 tourten Eluveitie ausserdem mit der deutschen Band Odroerir durch Europa. Ende 2006 unterzeichnete Eluveitie einen neuen Plattenvertrag beim deutschen Label Twilight Records. Anfang 2007 spielten sie auf dem Ragnarök-Festival.
Im Oktober 2007 gab die Band bekannt, an einem zweiteiligen Akustikalbum mit dem Titel Evocation zu arbeiten. Die Veröffentlichung wurde für Februar 2008 angekündigt. Im November 2007 unterschrieb Eluveitie einen Labelvertrag bei Nuclear Blast, woraufhin der Termin für Evocation auf Winter 2008 verschoben wurde.
Das zweite Studioalbum Slania erschien am 15. Februar 2008. Zuvor wurden bereits einige Stücke von Slania über Myspace veröffentlicht, darunter ein Videoclip zu Inis Mona, das auf dem bretonischen Lied Tri martolod basiert.
Sevan und Rafi Kirder gaben Anfang Juni 2008 ihre Trennung von Eluveitie bekannt. Sie sicherten jedoch zu, noch die anstehenden Sommer-Festivals bis einschliesslich des Auftritts beim Metalcamp Open Air 2008 in Slowenien mitzuspielen. Im Juli 2008 wurden die neuen Bandmitglieder Kay Brem (Bass) und Päde Kistler (Sackpfeife, Whistles, Gitarre) vorgestellt.
Im November 2008 wurde das Album Slania als «Tour-Edition» erneut veröffentlicht. Diese Edition enthält neben dem Album eine Live-CD mit dem Auftritt beim Metalcamp 2008.

### Evocation I – The Arcane DominionundEverything Remains (as It Never Was)(ab 2008)
Die Band gab Ende November 2008 bekannt, an einem neuen Album mit dem Titel Evocation I – The Arcane Dominion zu arbeiten. Das Album ist im Gegensatz zu den früheren Veröffentlichungen ein reines Akustikalbum und erschien am 17. April 2009. Am 11. März 2009 wurde das Lied Omnos vom neuen Album über Myspace veröffentlicht, am 24. März folgte das dazugehörige Video. Seit Anfang April kann das komplette Album als Live-Stream auf Myspace angehört werden.
Der Mai-Ausgabe des Metal Hammer lag eine exklusive CD mit dem Titel Slania / Evocation I – The Arcane Metal Hammer Edition bei, die neben jeweils sechs Liedern von Evocation I und Slania auch ein bisher unveröffentlichtes Medley enthielt.
Im Januar 2010 wurde die neue CD Everything Remains (as It Never Was) fertiggestellt, die am 19. Februar 2010 weltweit veröffentlicht wurde und die, nach dem weicheren Akustikalbum, nach Bandaussagen wieder den Härtegrad von Slania erreicht. Bei der im Anschluss stattgefundenen Everything Remains World Tour trat die Band auf zahlreichen Festivals und Konzerten in ganz Europa, dem Amerikanischen Kontinent und auch in Indien auf. Auf dem Metalfest 2010 traten die Band zusammen mit Finntroll unter dem Namen Pagan Alliance auf und spielte Lieder beider Bands. Im August 2010 gewann die Band am Wacken Open Air den Metal Hammer Award als Aufsteiger des Jahres.

### Helvetios(2012)
Für das Jahr 2012 wurde am 1. September 2011 das neue Album Helvetios angekündigt und gleichzeitig mit den Aufnahmen begonnen. Das Album ist das erste Konzeptalbum der Band und handelt vom Gallischen Krieg. Es erschien am 10. Februar 2012 bei Nuclear Blast. Das Lied Meet the Enemy wurde am 24. Dezember 2011 schon vor der Albumveröffentlichung verfügbar gemacht. Zu den Liedern A Rose for Epona wurde am 19. Januar 2012, zu Havoc am 7. Februar 2012 ein Musikvideo veröffentlicht. Ein Konzert der Paganfesttournee wurde in Tilburg am 18. März 2012 wurde durch die Londoner Firma Concert Live Ltd aufgezeichnet und am 24. März 2012 als offizielles Eluveitie-Live-Album mit dem Titel Live on Tour veröffentlicht. Die Band hat für 2012/2013 die Helvetios World Tour angekündigt, die in der zweiten Jahreshälfte 2012 massgeblich zusammen mit der schwedischen Power-Metal-Band Sabaton als deren Swedish Empire Tour stattfinden wird. Am 18. Juni 2012 wurde das am 17. August erschienene Kompilationsalbum namens The Early Years angekündigt, bestehend aus neu aufgenommenen Liedern der EP Vên und des Debütalbums Spirit. Zusätzlich wurde auf The Early Years der Titel Divico veröffentlicht, welcher vorher mehrere Jahre unvollendet geblieben war.
Im September 2012 veröffentlichte die Band die Entscheidung des Gitarristen Simeon «Sime» Koch, die Band aufgrund privater Umstände zu verlassen. Er wurde durch Rafael Salzmann ersetzt.
Im Dezember 2013 gab Eluveitie bekannt, dass die Geigerin Meri Tadić die Band verlässt, um sich neuen Zielen zu widmen. Für Meri Tadic stieg Nicole Ansperger von Across the Border als Geigerin ein.
Am 7. März 2014 gewann Eluveitie als erste Metal-Band überhaupt den Swiss Music Award in der Kategorie „Best Live Act“.

### Originsund Line-Up-Wechsel (2014–heute)
Während der Europatour zu ihrem neuen Album Origins, gaben Eluveitie am 20. November 2014 via Facebook bekannt, dass Patrick «Päde» Kistler nunmehr kein Teil der Band sein würde, ohne dabei näher auf Gründe für die Trennung einzugehen. Für die restliche Tour hat Matteo Sisti von Krampus die Vertretung von Patrick Kistler übernommen. Am 24. November 2014 hat Patrick «Päde» Kistler die Gründe für den Abgang auf seiner offiziellen Facebook-Seite auf Deutsch, Englisch, Französisch und Spanisch veröffentlicht.
Mit Origins ging die Band ihren Weg konsequent weiter. Das Album erhielt durchweg positive Kritiken. Videos wurden zu den Songs King und The Call of the Mountains veröffentlicht. Letzterer wurde für Nuclear Blasts Mailorder Edition neben der englischsprachigen Album-Version auch in Schweizerdeutsch, Französisch, Italienisch und Rätoromanisch aufgenommen.
Auch Nicole Ansperger verliess Mitte 2015 die Band und wurde seitdem live von der Leipzigerin Shir-Ran Yinon ersetzt.
Im November 2015 trat die Band mit einer Neuinterpretation des Stücks In der Halle des Bergkönigs von Edvard Grieg in der Fernsehsendung Rock the Classic auf.
Anfang Mai 2016 wurde bekannt, dass Schlagzeuger Merlin Sutter nach bandinternen Streitigkeiten die Band verlassen sollte. Aus Solidarität entschieden sich ebenfalls Anna Murphy und Ivo Henzi zum Ausstieg. Man befand sich zu dieser Zeit mitten in den Arbeiten für ein neues Album. Auch Violinistin Shir-Ran Yinon verliess die Band 2016 (seit 2017 spielt sie bei Krayenzeit). In Folge der Umwälzungen scharte Chrigel für die kommenden Konzerte 2016 eine ganze Riege an Gastmusikern um sich, um die fehlenden Konzerte bestreiten zu können, u. a. Jonas Wolf an der Gitarre, Alain Ackermann am Schlagzeug, Michalina Malisz an der Drehleier, Fredy Schnyder und Brendan Wade an zusätzlichen Instrumenten wie Uillean Pipes und Hackbrett, sowie – als besonderer Gast – die norwegische Sängerin Liv Kristine, die durch die Bands Leaves’ Eyes und Theatre of Tragedy bekannt geworden ist. Ausserdem sprang Helga Ragnarsdóttir von der isländischen Folk-Metal-Band Skálmöld für Kay Brem bei einigen Konzerten am Bass ein und Nicole Ansperger kehrte wieder als Geigerin zurück. Nachdem die Band dann von Ende 2016 bis Anfang 2017 einige Auftritte mit Laura Fella anstelle von Liv Kristine als Sängerin hatte (sie wechselte wenig später zu Faun), stieg dann schlussendlich Fabienne Erni als Sängerin ein und Jonas Wolf, Alain Ackermann, Michalina Malisz und Matteo Sisti wurden zu festen Bandmitgliedern befördert.
2022 stiess Annie Hurdy Gurdy zur Band und übernahm die Drehleier von Michalina Malisz.
Nach einer verletzungsbedingten Pause gaben Annie Hurdy Gurdy sowie die Band im August 2024 bekannt, dass sie kein Teil der Band mehr sein würde, da Eluveitie künftig ohne Hurdy Gurdy als festen Bandbestandteil existieren werde. Bei den Live-Auftritten übernahmen seitdem Matteo und Lea-Sophie das Spielen der Drehleier.
Im Februar 2025 gab Eluveitie bekannt, dass Matteo Sisti die Band aus persönlichen Gründen verlässt. Es habe ihm Spaß gemacht gemeinsam mit der Band zu touren, aber seine Belastungsgrenze wurde erreicht.

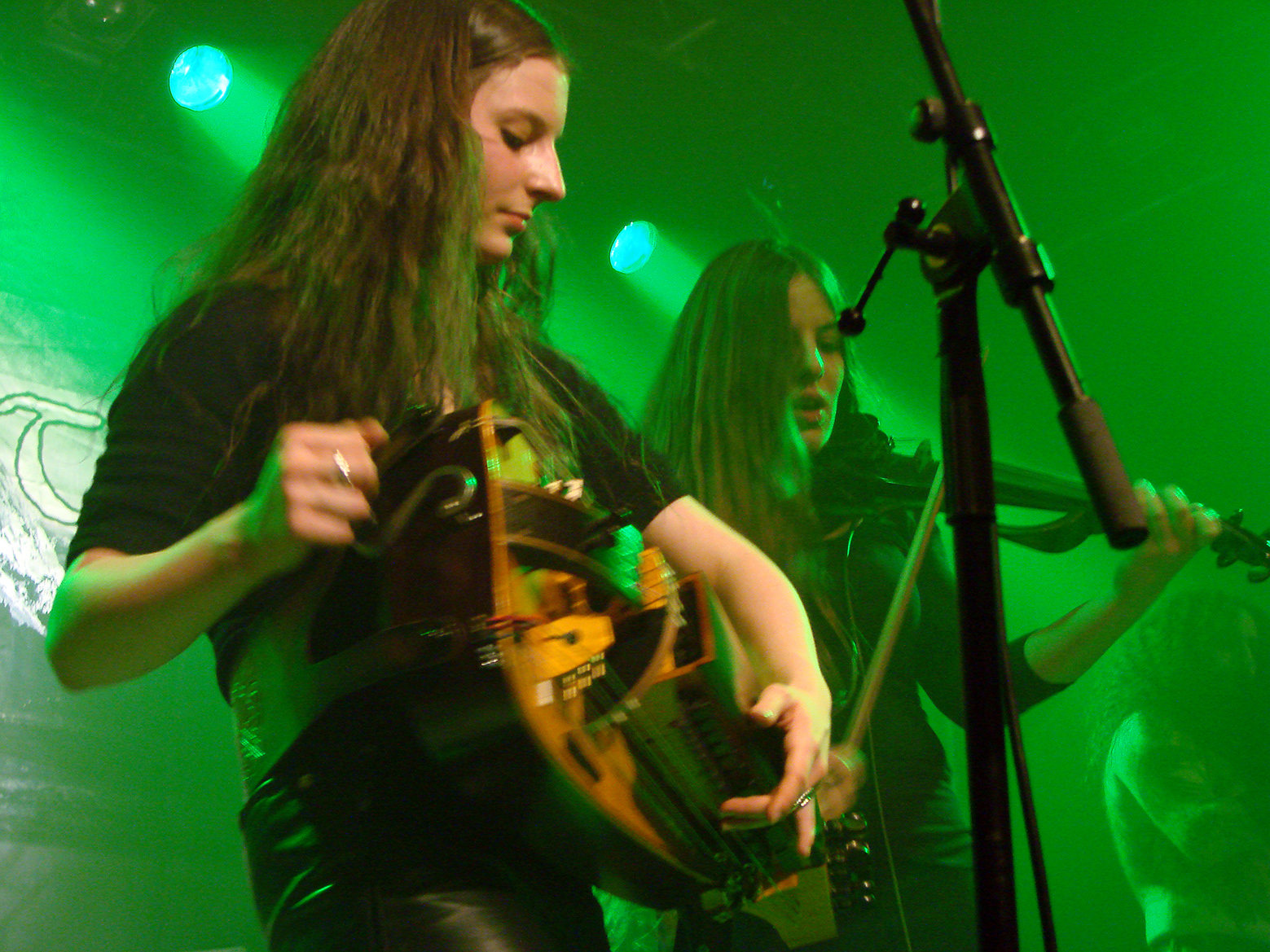
Eluveitie am Cernunnos Fest 2007 im Locomotive, Paris
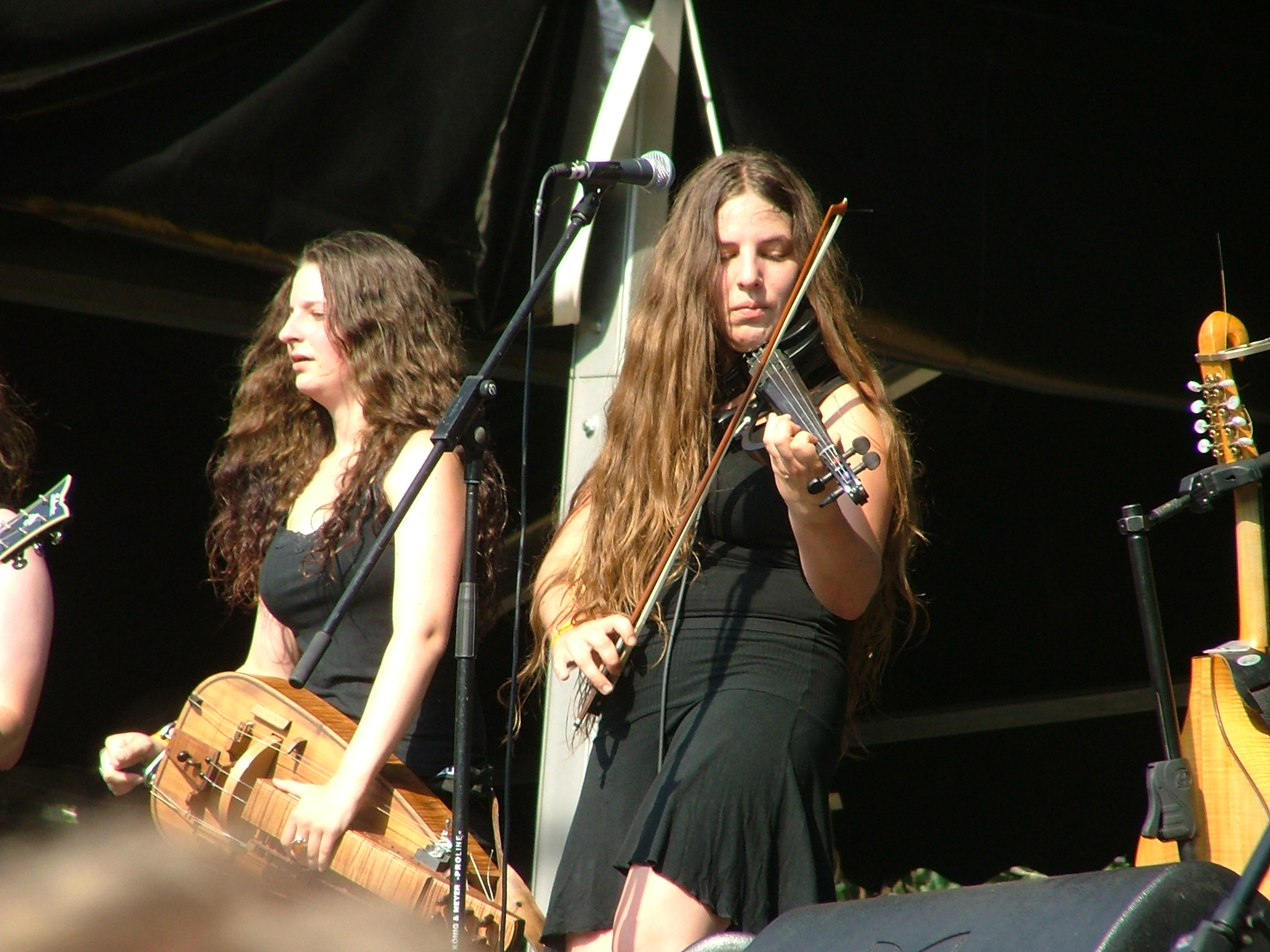
Eluveitie beim Metalcamp 2007 in Tolmin
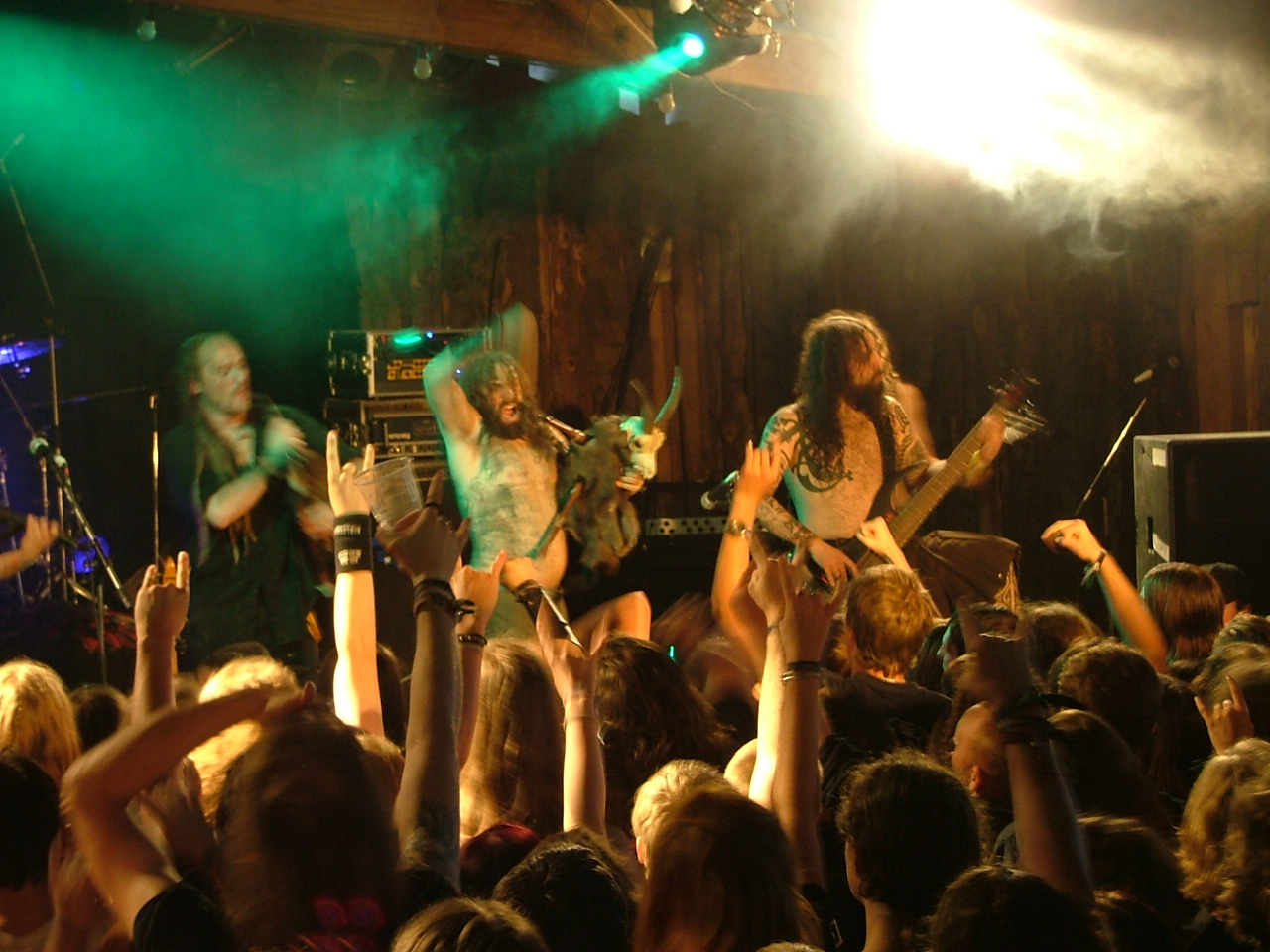
Eluveitie beim SummerNights-Festival im Juni 2007 in Straßwalchen
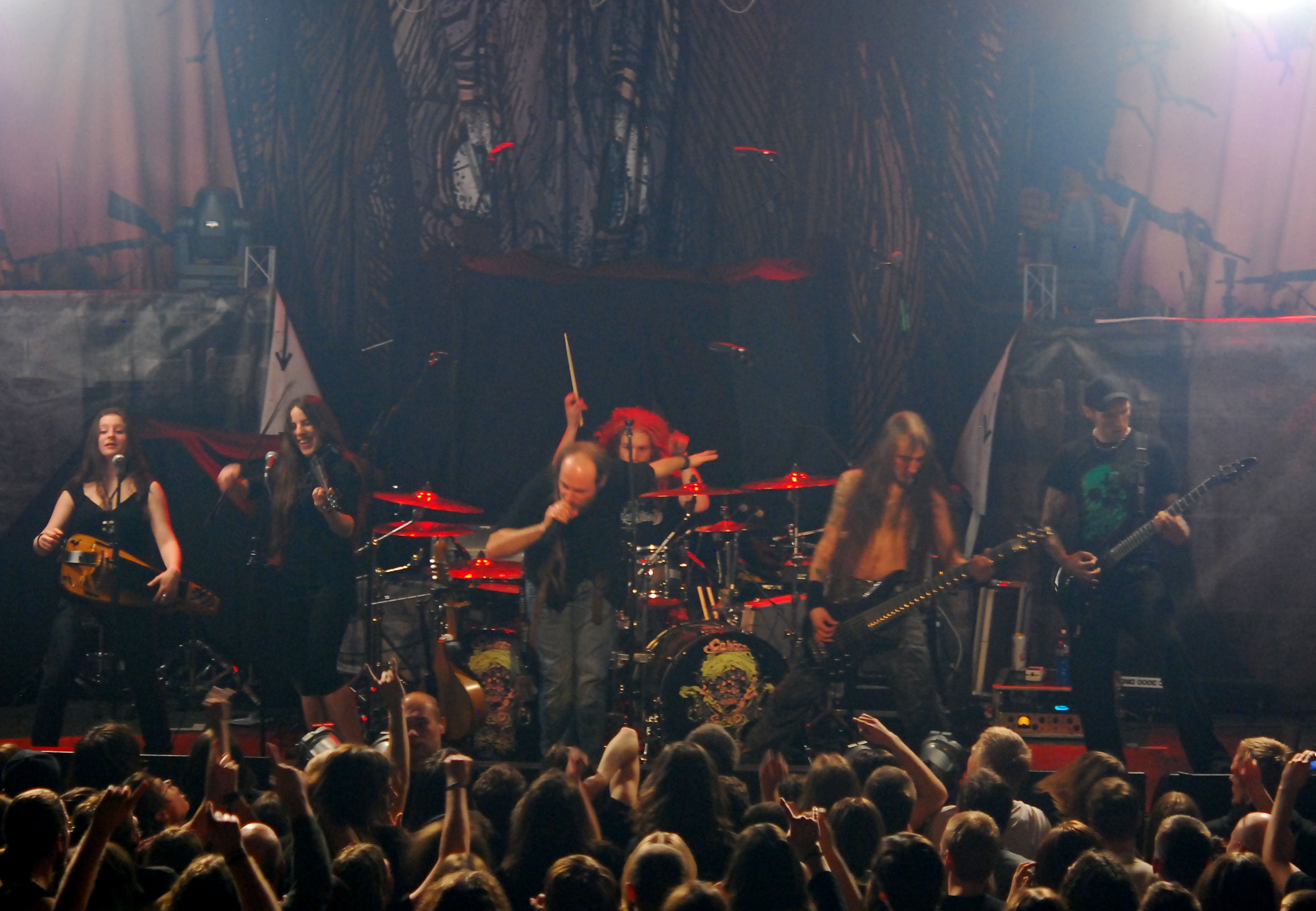
Eluveitie bei einem Konzert im Februar 2009 in Krakau

## Diskografie
Studioalben

| Jahr | Titel Musiklabel                                 | Höchstplatzierung, Gesamtwochen, AuszeichnungChartplatzierungen (Jahr, Titel, Musiklabel, Platzierungen, Wochen, Auszeichnungen, Anmerkungen) | Höchstplatzierung, Gesamtwochen, AuszeichnungChartplatzierungen (Jahr, Titel, Musiklabel, Platzierungen, Wochen, Auszeichnungen, Anmerkungen) | Höchstplatzierung, Gesamtwochen, AuszeichnungChartplatzierungen (Jahr, Titel, Musiklabel, Platzierungen, Wochen, Auszeichnungen, Anmerkungen) | Höchstplatzierung, Gesamtwochen, AuszeichnungChartplatzierungen (Jahr, Titel, Musiklabel, Platzierungen, Wochen, Auszeichnungen, Anmerkungen) | Anmerkungen                                                                           |
| Jahr | Titel Musiklabel                                 | DE | AT | CH | US | Anmerkungen                                                                           |
| ---- | ------------------------------------------------ | --- | --- | --- | --- | ------------------------------------------------------------------------------------- |
| 2006 | Spirit Fear Dark Records                         | — | — | — | — | Erstveröffentlichung: 2. Juni 2006 Wiederveröffentlichung: 2007 über Twilight Records |
| 2008 | Slania Nuclear Blast                             | DE72 (2 Wo.)DE | — | CH35 (5 Wo.)CH | — | Erstveröffentlichung: 15. Februar 2008                                                |
| 2009 | Evocation I – The Arcane Dominion Nuclear Blast  | DE60 (1 Wo.)DE | — | CH20 (2 Wo.)CH | — | Erstveröffentlichung: 17. April 2009                                                  |
| 2010 | Everything Remains as It Never Was Nuclear Blast | DE19 (3 Wo.)DE | AT22 (2 Wo.)AT | CH8 (11 Wo.)CH | — | Erstveröffentlichung: 19. Februar 2010                                                |
| 2012 | Helvetios Nuclear Blast                          | DE27 (3 Wo.)DE | AT34 (2 Wo.)AT | CH4 (18 Wo.)CH | US143 (1 Wo.)US | Erstveröffentlichung: 10. Februar 2012                                                |
| 2014 | Origins Nuclear Blast                            | DE6 (4 Wo.)DE | AT22 (2 Wo.)AT | CH1 (12 Wo.)CH | US104 (1 Wo.)US | Erstveröffentlichung: 1. August 2014                                                  |
| 2017 | Evocation II – Pantheon Nuclear Blast            | DE11 (2 Wo.)DE | AT8 (1 Wo.)AT | CH2 (11 Wo.)CH | — | Erstveröffentlichung: 18. August 2017                                                 |
| 2019 | Ategnatos Nuclear Blast                          | DE11 (3 Wo.)DE | AT12 (1 Wo.)AT | CH3 (14 Wo.)CH | — | Erstveröffentlichung: 5. April 2019                                                   |